# 화장실의 하나코상

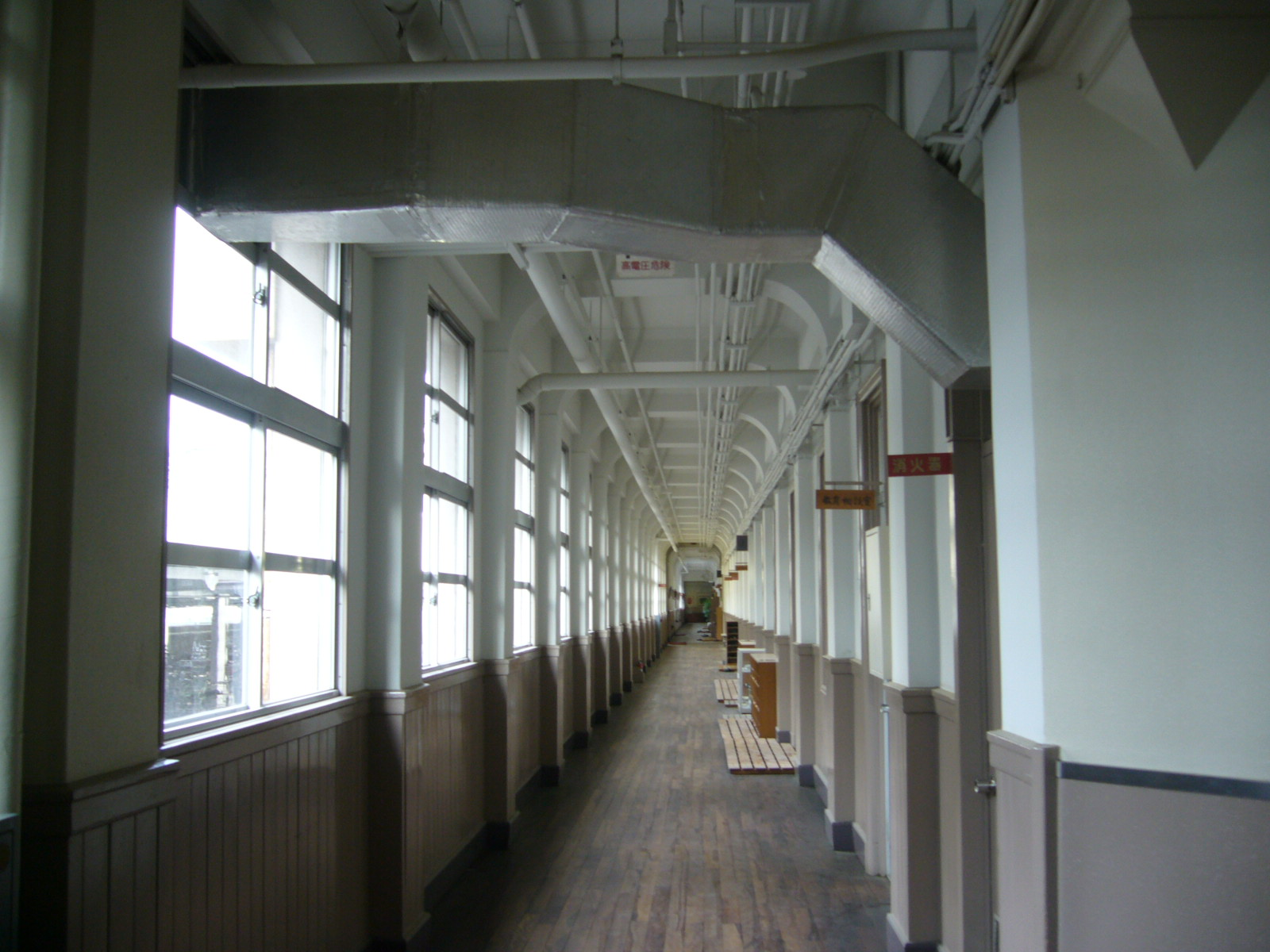
일본의 학교의 복도

화장실의 하나코상(일본어: トイレの花子さん)은 일본의 도시전설, 학교괴담이다. '화장실의 하나코'라는 존재는 화장실에 깃든 원령으로, 매우 다양한 형태의 이야기가 존재한다. 가장 유명한 것은 늦은 오후 아무도 없는 화장실 한가운데에서 빙글빙글 13번을 돌고 난 뒤 화장실의 3번째 칸을 똑똑똑 두드리며 "하나코 씨, 계신가요?"라고 호출하면 "예~!" 하고 답변이 온다는 것이다.

## 같이 보기
- 블러디 메리 (전설)

## 참고 자료
- 宇佐和通 (2004). 《THE都市伝説》. 新紀元社. 9쪽. ISBN 978-4-7753-0344-3.
- 常光徹 (1990). 《学校の怪談》. 講談社KK文庫. 講談社. ISBN 978-4-06-199006-7.
- 並木伸一郎 (2007). 《最強の都市伝説》. 経済界. ISBN 978-4-7667-8398-8.
- 並木伸一郎・多田克己他 (2008).  講談社コミッククリエイト編, 편집. 《DISCOVER妖怪 日本妖怪大百科》. KODANSHA Official File Magazine. VOL.10. 講談社. ISBN 978-4-06-370040-4.
- 山口敏太郎 (2007). 《本当にいる日本の 「現代妖怪」 図鑑》. 笠倉出版社. ISBN 978-4-7730-0365-9.